# Gutman
Gutman je priimek v Sloveniji, ki ga je po podatkih Statističnega urada Republike Slovenije na dan 1. januarja 2010 uporabljalo 148 oseb.

## Znani slovenski nosilci priimka
- Albin Gutman (*1947), slovenski general, veteran vojne za Slovenijo
- Andrej Gutman (1784—1850), duhovnik, pisatelj, satirik
- Damjan Gutman (*1972), potapljač, fotograf, svetovni popotnik
- Franc Gutman (1946—1999), ljubiteljski igralec in režiser
- Ivan (Janez) Gutman (1808—1875), politik
- Jožef Gutman (1912—2009), duhovnik iz Bogojine
- Maja Gutman (-Levstik?), konservatorka/restavratorka kulturne dediščine (interdisciplinarna)
- Miroslav Gutman (*1951), pesnik
- Olga Gutman (*1944), pisateljica, pravljičarka
- Tina Gutman (*1974), lokostrelka
- Primož Gutman, arhitekt (Velenje)
- Zdravko Gutman, arhitekt (Velenje)

## Znani tuji nosilci priimka
- Israel Gutman (1923—2013), izraelski zgodovinar, po poreklu iz Poljske
- Ivan Gutman (*1941), srbski kemik
- Lev Gutman (*1945), rusko-nemški šahovski velemojster
- Nahum Gutman (1898—1980), izraelski slikar, rojen na območju današnje Moldove
- Natalija Grigorjevna Gutman (*1942), ruska violončelistka in skladateljica